# 260906 Robichon
260906 Robichon este o planetă minoră (asteroid), cu un diametru de 5,188 km, din centura de asteroizi. A fost descoperită pe 1 septembrie 2005 la Vicques⁠(d) de Michel Ory⁠(d) și a fost numită după Noël Robichon⁠(d). 
Obiectul prezintă o orbită caracterizată de o semiaxă mare de 2,7753808457172 UAi, o excentricitate de 0,2199969, o înclinație de 7,48159 ° în raport cu ecliptica.